# 성춘쇼
《성춘 쇼》는 MBC 게임의 토크쇼 프로그램으로 2인자를 위한 막장토크쇼를 모토로 2010년 5월 21일부터 방송하는 프로그램이다. 그러다 2012년 1월 27일 MBC게임 폐국으로 인하여 종영되었다

## 코너

### 제대로 묻는다
제대로 묻는다는 거짓말 탐지기를 이용하여 게스트들에게 질문하는 코너이다.

### 대신 이겨드립니다
성춘쇼의 핵심이 되는 코너로 시청자의 사연으로 꾸며지며 시청자가 사연과 함께 복수할 대상을 정해 게스트와 MC가 직접 복수 할 상대를 대신 이겨드리는 코너로 만약 패할 경우 MC가 벌칙을 받는다.
- 아바타게임 : 성춘쇼 7회부터 도입되었으며 아바타와 조종사가 한 조를 이뤄 플레이 하고 있다. 조종사는 아바타에게 전략및 지시 사항을 알려주며 아바타는 조종사의 지시에 따라 플레이 한다.